# بخش سابارکانتا
بخش سابارکانتا (به انگلیسی: Sabarkantha district) یک منطقهٔ مسکونی در هند است که در گجرات واقع شده‌است. بخش سابارکانتا ۲٬۴۲۸٬۵۸۹ نفر جمعیت دارد.